# Michel de Maat
Michaël Joseph Maria (Michel) de Maat (Rosmalen, 10 september 1961) is een voormalige Nederlandse atleet uit Vlaardingen. Hij was gespecialiseerd in de halve marathon. In 1989 werd hij opgenomen in de Nederlandse selectie van de KNAU.

## Biografie
Sinds zijn 18e is Michel de Maat actief begonnen met de opbouw van zijn carrière. Waar hij eerst begon met de triatlonsport, is hij sinds 1988 zich volledig gaan richt op alleen hardlopen. In 1989, op 27-jarige leeftijd werd hij uiteindelijk professioneel hardloper en KNAU-selectielid. Tijdens zijn carrière heeft hij meerdere keren deelgenomen aan de Nederlandse kampioenschappen atletiek en internationale hardloopwedstrijden in onder andere Japan.
Zijn eerste marathon won hij in 1987 tijdens de marathon van Apeldoorn. In totaal heeft hij 5 marathons gewonnen. Tijdens de halve marathon van Avignon in 1990 heeft De Maat zijn beste prestatie geleverd. Zijn tijd, 1:01.53, is tot op heden de zevende beste tijd ooit gelopen door een Nederlandse atleet.
In 1994 sloot hij zijn carrière af tijdens het EK van Helsinki met een 41e plek.
Naast zijn hardloopcarrière werkte De Maat in een margarinefabriek. Nadat hij was gestopt met het professionele hardlopen, is hij nog lange tijd doorgegaan met het lopen van (halve) marathons. Uiteindelijk is hij zich gaan storten op de survivalrun en mountainbiken. Begin 21e eeuw startte De Maat in Vlaardingen een winkel in hardloopschoenen.

## Persoonlijke records
Weg
| Onderdeel       | Prestatie | Jaar           | Plaats          |
| --------------- | --------- | -------------- | --------------- |
| 10 KM           | 29.41     | 1990           |                 |
| 15 KM           | 44.45     | 1990           | Wolphaartsdijk  |
| 10 Engelse Mijl | 47.20     | 8 oktober 1989 | Zaandam         |
| 20 KM           | 1:01.25   | 3 maart 1991   | Alphen a/d Rijn |
| halve marathon  | 1:02.47   | 1989           |                 |
| 25 KM           | 1:18.19   | 1989           | Wessem          |
| 30 KM           | 1:34.54   | 1991           | Zaandam         |
| marathon        | 2:15.14   | 13 mei 1990    | Amsterdam       |

## Palmares

### 15 km
- 1998:  VTM Telecomloop - 46.15

### 10 Engelse mijl
- 1989: 9e Dam tot Damloop - 47.20
- 1991: 19e Dam tot Damloop - 48.38

### halve marathon
- 1989:  Bredase Singelloop – 1:06.12
- 1990: Halve marathon Avignon - 1:01.53
- 1992: 5e NK 1992 – 1:05.09
- 1994:  NK 1994 – 1:06.36
- 1994:  Halve marathon van Monster – 1:08.46

### marathon
- 1987:  Midwinter marathon – 2:26.30
- 1988:  Drenthe marathon – 2:27.49
- 1989: 5e marathon van Enschede – 2:19.29
- 1989: 9e marathon van Amsterdam – 2:21.51
- 1990: 8e marathon van Amsterdam – 2:15.14
- 1990:   NK Westland marathon – 2:18.16 (6e overall)
- 1991: 10e marathon van Enschede – 2:18.58
- 1992:  Westland marathon – 2:23.07
- 1993: 6e marathon van Enschede – 2:18.06
- 1994: 41e EK in Helsinki - 2:20.12